# محوطه هومان (۴)
محوطه هومان (۴) مربوط به دوره ساسانیان - سده‌های اولیه و میانه دوران‌های تاریخی پس از اسلام است و در شهرستان دره‌شهر، بخش مرکزی، دهستان زرین دشت، ۵۰۰ متری شمال روستای شهید صدوقی واقع شده و این اثر در تاریخ ۳۰ بهمن ۱۳۸۶ با شمارهٔ ثبت ۲۱۰۰۳ به‌عنوان یکی از آثار ملی ایران به ثبت رسیده است.